# Acton
Acton este un cartier în vestul Londrei, Anglia. Pâna în 1965 Acton a fost un oraș din comitatul Middlesex. După 1965, orașul a fost integrat în regiunea Londrei, actualmente acesta aprține burg-ului Ealing.